# Leslie Griffiths
Leslie John Griffiths, baron Griffiths de Burry Port (né le 15 février 1942) est un ministre méthodiste britannique et pair à vie à la Chambre des lords où il siège avec le Parti travailliste depuis 2004. Il est président de la Conférence méthodiste de 1994 à 1995.

## Biographie
Griffiths est né à Burry Port dans le Carmarthenshire, au Pays de Galles, le 15 février 1942. Il fréquente la Llanelli Grammar School avant d'étudier à l'Université de Cardiff.
Griffiths devient un prédicateur local dans l'Église méthodiste de Grande-Bretagne en 1963. Il obtient une maîtrise ès arts en théologie au Fitzwilliam College de Cambridge en 1969, tout en suivant une formation pour le ministère à Wesley House. Il passe la majeure partie des années 1970 à servir l'Église méthodiste d'Haïti, où il est ordonné, avant de retourner en Grande-Bretagne pour servir dans les ministères à Caversham, Loughton et Golders Green. En 1987, Griffiths obtient un doctorat de la School of Oriental and African Studies de l'Université de Londres.
En 1994, Griffiths devient l'une des rares personnes à être élue président de la Conférence méthodiste alors qu'il est encore ministre en exercice. Dans ce poste, il est le chef spirituel et administratif des méthodistes en Grande-Bretagne.
En 1996, il devient ministre surintendant à la Chapelle Wesley, à Londres. Il prend sa retraite en 2017 et prêche son dernier sermon le 6 août. Cependant, il assure le service à Loughton tous les mois en 2018, lorsque l'église se trouvait entre deux ministres. Il est créé baron Griffiths de Burry Port, de Pembrey et Burry Port dans le comté de Dyfed en 2004.
Le 20 août 2009, Griffiths publie un article dans le Methodist Recorder décrivant un plan prospectif pour son «ordination conditionnelle» par Richard Chartres, évêque de Londres, dans l'Église d'Angleterre. Le plan fait l'objet d'une discussion détaillée lors de la Conférence méthodiste (siégeant à huis clos) en 2008 et 2009 et la conférence refuse son consentement pour cette décision.
Le 1er septembre 2011, Griffiths est nommé treizième président de la Boys' Brigade.